# مها المصری
مها المصری بازیگری سوری است که در تاریخ (۱۶ مارس ۱۹۵۴) در شهر دمشق زاده شد. او که خواهر سلمی المصری دیگر بازیگر مشهور سوریه است تا کنون در چندین سریال، نمایش و فیلم سینمایی حضور داشته‌است.

## فعالیت‌ها
نمایشغربة
سینماالیازرلی - الاتجاه المعاکس
تلویزیونفوزیة - مرایا - دموع الملائکة - الخیوط الخفیة - الدروب الضیقة - رجال وضباب - سیرة بنی هلال - إمروء القیس - الرحیل المر - الفصول الأربعة - أسرار المدینة - سحر الشرق - نساء صغیرات - ذی قار - قوس قزح - الکواسر - عز الدین القسام - قصص خلیجیة - الغربال - رجال تحت الطربوش - أشواک ناعمة - عودة عصوید- صبایا- أسعد الوراق- بقعة ضوء. تخت شرقی